# Ponent
Para el ámbito funcional de Cataluña, ver Ponent (ámbito funcional territorial)
Ponent, cuadernos literarios surgidos del grupo Tertulias Marian Aguiló (Mallorca), creados y dirigidos por el poeta Llorenç Vidal, y que abarcan dos etapas: Una extensa primera etapa, dedicada principal, pero no exclusivamente, a la literatura, en especial a la mallorquina, y que va desde 1956 hasta 1974, con un total de 72 números, y una segunda etapa, desde 1975 hasta 1983, con un total de 20 cuadernos, dedicados a ser el portavoz de la obra del Día Escolar de la No-violencia y la Paz (DENIP). Durante sus dos etapas Ponent combinó regionalismo y universalismo, y se distinguió por la independencia ideológica, la pluralidad de opiniones y un eclecticismo moderado. Ponent fue la primera revista periódica en catalán-valenciano-balear publicada en España después de la guerra civil de 1936.